# سینماهای فان
سینماهای فان (انگلیسی: Fun Cinemas) یک گروه سینمایی در کشور هند است.
این شرکت که در سال ۲۰۰۱ تأسیس شده دارای ۲۵ مجموعه سینمایی و ۸۹ سالن در ۲۰ شهر است.